# Anisozyga viridistriga
Anisozyga viridistriga là một loài bướm đêm trong họ Geometridae.